# L'Envolée (journal)
Pour les articles homonymes, voir L'Envolée.
L'Envolée est un journal français à caractère militant, créé en 2001, pour offrir un espace d’expression aux détenus et à leurs proches. Le journal a fait l'objet de plusieurs interdictions de diffusion par l’administration, à l’occasion d’articles dénonçant des violences carcérales.

## Histoire
Le journal a été créé par l'écrivain et ancien prisonnier Abdel Hafed Benotman en 2001. Denise Ledu, ancienne détenue elle aussi, reprend la direction de cette publication à la mort de son époux.  
Le premier numéro précise les objectifs « Les prisonniers décrivent leur quotidien, dénoncent leurs conditions de détention, se battent contre l’enfermement. Ils le feront toujours mieux que tous ceux qui veulent parler à leur place (journalistes, sociologues, experts, militants) ». 
Leur ligne politique est abolitionniste,.

## Censure, accusations de diffamation
En décembre 2005, le journal est jugé pour diffamation après avoir publié un courrier de prisonnier anonyme critiquant l'administration pénitentiaire, évoquant « des crachats [et] une milice de surveillants [qui] casse, renverse les aliments à terre, piétine les affaires », Le jugement est rendu le 18 janvier 2006.
Le 29 mai 2007, le journal est condamné pour diffamation et fait appel. C'est la sixième fois que le journal fait l'objet de plainte pour diffamation.
En 2021, pour la première fois, la revue est saisie par l'administration pénitentiaire qui porte plainte pour diffamation après la parution d'un numéro qui accusait des surveillants d'avoir couvert les violences des cinq années precedentes. Le parquet de Paris ouvre une enquête préliminaire contre la revue,, sans suite.
En 2022 et 2023, l'administration pénitentiaire interdit la diffusion de deux numéros, dans toutes les prisons françaises. Selon Mediapart un motif est que l'article intitulé  « Distribution de permis de tuer au tribunal de La Rochelle » dans le numéro 55, relatant le procès de gardiens de la maison d'arrêt de St Martin de Ré et le décès du détenu Sambaly Diabaté cinq ans plus tôt et pour lequel quatre surveillants ont été condamnés, serait « diffamatoire à l'égard de l'administration » et de ses agents. Le numéro de janvier 2023 pointait au sujet de cette affaire le « caractère systémique de la violence exercée par les surveillants », qualifiait les fouilles à nu de « torture psychologique, psychique, voire physique » et soutenait que « la prison tue ». Le tribunal administratif de Paris examine le 15 novembre 2024 deux recours en annulation visant ces interdictions de diffusion,,.

## Radio
L'envolée est aussi le titre d'une émission de radio diffusée sur la radio associative Fréquence Paris plurielle,.